# Neil Hodgson
Neil Stuart Hodgson, conegut com a Neil Hodgson   (Burnley, 20 de novembre de 1973), és un antic pilot de motociclisme anglès que destacà en competicions de Superbike durant la dècada del 2000. Al llarg de la seva carrera en va guanyar un campionat britànic (2000) i un del Món (2003).

## Carrera esportiva

### Primers anys
Hodgson va començar a competir de jove en motocròs i més tard va passar al motociclisme de velocitat. Va debutar al campionat britànic i en va guanyar el campionat estatal de 125cc el 1992. Aquell mateix any va poder participar al Gran Premi de Gran Bretanya del mundial de 125cc com a wild card, així com al campionat d'Europa, on va quedar sisè.
Durant dues temporades més va continuar competint en 125cc, sempre amb Honda, fins que a finals de la temporada de 1994 va passar als 500cc. El 1995, contractat per l'equip Motorsports, acabà el mundial d'aquesta cilindrada en l'onzena posició final.

### Superbike
El 1996, Hodgson va començar la seva carrera al Campionat del Món de Superbike amb una Ducati 916 de l'equip Ducati Corse, amb la qual va aconseguir el seu primer podi al circuit de Laguna Seca i va acabar la temporada en desena posició. Les dues temporades següents no van anar gaire millor (novè i onzè, respectivament), l'última amb una Kawasaki ZX-7RR de l'equip Kawasaki Racing. Aleshores va decidir centrar-se en el campionat britànic de Superbike amb l'equip GSE Racing, amb el qual va guanyar el títol l'any 2000 després d'un duel amb Chris Walker i la seva Suzuki. En la mateixa temporada també va competir com a wild card al Campionat del Món de Superbike als circuits britànics, on aconseguí dues victòries (una a Donington Park i l'altra a Brands Hatch).
El 2001 va tornar al Campionat del Món de Superbike, de nou amb la Ducati 996 RS de l'equip GSE Racing, amb la qual va aconseguir la cinquena posició aquella temporada i la tercera a la següent. El 2003, en part gràcies al pas de Troy Bayliss a MotoGP, l'equip Fila Ducati li va confiar una de les seves 999 F03 oficials i de seguida va aprofitar l'oportunitat, guanyant el títol mundial amb un total de tretze victòries i set segons llocs, després d'un duel amb el seu company d'equip Rubèn Xaus.

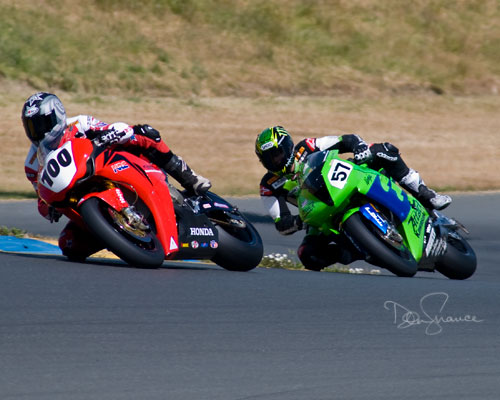
Hodgson davant de Chas Davis a Sonoma el 2008

El 2005, després d'una temporada poc reeixida a MotoGP el 2004, en veure que l'equip oficial de Ducati per al mundial de Superbike ja estava complet, i sense tenir intenció de tornar al campionat britànic, va decidir provar sort al campionat AMA de Superbike amb l'equip oficial Ducati Parts Unlimited. Va acabar-hi sisè el 2005 i cinquè el 2006.
El 2007, a causa de la retirada de l'equip oficial Ducati, Hodgson va tenir un any en blanc i només va poder competir com a wild card amb l'equip Corona Honda a la cursa de Laguna Seca del campionat AMA. Va romandre vinculat a Honda durant els dos anys següents: el 2008 va acabar la temporada en sisena posició i el 2009 en l'onzena, en part, a causa d'un greu accident durant uns entrenaments de motocròs que el va obligar a perdre's algunes curses
El 2010 se'n va anar dels Estats Units per tornar a Gran Bretanya i participar en el campionat que l'havia llançat a la fama gairebé 20 anys abans. Un accident durant la primera ronda del campionat, a Brands Hatch, va empitjorar l'estat de la seva espatlla, que ja s'havia lesionat seriosament la temporada anterior, i el va obligar a retirar-se definitivament de les curses, cosa que va anunciar oficialment el 23 d'abril del 2010.

## Resultats al Mundial de Superbike
(Ids. Rondes | Llegenda) (Curses en negreta indiquen pole; curses en  itàlica indiquen volta ràpida)
| Any  | Moto     | 1       | 1       | 2       | 2       | 3       | 3       | 4     | 4      | 5       | 5      | 6       | 6     | 7       | 7       | 8       | 8       | 9       | 9      | 10      | 10     | 11     | 11      | 12      | 12      | 13     | 13      | Pos. | Pts   |
| Any  | Moto     | C1      | C2      | C1      | C2      | C1      | C2      | C1    | C2     | C1      | C2     | C1      | C2    | C1      | C2      | C1      | C2      | C1      | C2     | C1      | C2     | C1     | C2      | C1      | C2      | C1     | C2      | Pos. | Pts   |
| ---- | -------- | ------- | ------- | ------- | ------- | ------- | ------- | ----- | ------ | ------- | ------ | ------- | ----- | ------- | ------- | ------- | ------- | ------- | ------ | ------- | ------ | ------ | ------- | ------- | ------- | ------ | ------- | ---- | ----- |
| 1996 | Ducati   | SMR 12  | SMR Ret | GBR DNS | GBR DNS | GER DNS | GER DNS | ITA 6 | ITA 9  | CZE 11  | CZE 4  | USA 3   | USA 9 | EUR 8   | EUR Ret | INA Ret | INA 8   | JPN 13  | JPN 14 | NED 7   | NED 6  | SPA 8  | SPA 8   | AUS Ret | AUS 12  |        |         | 10è  | 122   |
| 1997 | Ducati   | AUS Ret | AUS Ret | SMR 7   | SMR 4   | GBR 4   | GBR 9   | GER 6 | GER 8  | ITA     | ITA    | USA Ret | USA 9 | EUR 4   | EUR 6   | AUT 8   | AUT Ret | NED 5   | NED 5  | SPA Ret | SPA 8  | JPN 18 | JPN Ret | INA Ret | INA 7   |        |         | 9è   | 137   |
| 1998 | Kawasaki | AUS 8   | AUS Ret | GBR 12  | GBR Ret | ITA 4   | ITA 7   | SPA 7 | SPA 14 | GER Ret | GER 11 | SMR 7   | SMR 8 | RSA Ret | RSA Ret | USA 9   | USA 6   | EUR Ret | EUR 9  | AUT 8   | AUT 10 | NED 10 | NED 9   | JPN 6   | JPN 16  |        |         | 11è  | 124,5 |
| 2000 | Ducati   | RSA     | RSA     | AUS     | AUS     | JPN     | JPN     | GBR 3 | GBR 1  | ITA     | ITA    | GER     | GER   | SMR     | SMR     | SPA     | SPA     | USA     | USA    | EUR 2   | EUR 1  | NED    | NED     | GER     | GER     | GBR 4  | GBR Ret | 12è  | 99    |
| 2001 | Ducati   | SPA Ret | SPA 5   | RSA Ret | RSA 4   | AUS 11  | AUS C   | JPN 7 | JPN 5  | ITA Ret | ITA 7  | GBR 1   | GBR 2 | GER 8   | GER 2   | SMR 6   | SMR 16  | USA 2   | USA 3  | EUR 2   | EUR 2  | GER 7  | GER 10  | NED 5   | NED 5   | ITA 10 | ITA 7   | 5è   | 269   |
| 2002 | Ducati   | SPA 6   | SPA 5   | AUS 5   | AUS 4   | RSA 5   | RSA 4   | JPN 4 | JPN 3  | ITA 2   | ITA 4  | GBR 3   | GBR 6 | GER Ret | GER 8   | SMR 3   | SMR 4   | USA 5   | USA 3  | GBR 2   | GBR 3  | GER 3  | GER 3   | NED Ret | NED 4   | ITA 4  | ITA 5   | 3r   | 326   |
| 2003 | Ducati   | SPA 1   | SPA 1   | AUS 1   | AUS 1   | JPN 1   | JPN 1   | ITA 1 | ITA 1  | GER 1   | GER 2  | GBR 1   | GBR 1 | SMR Ret | SMR 2   | USA 2   | USA 2   | GBR 2   | GBR 5  | NED 2   | NED 1  | ITA 2  | ITA 4   | FRA 1   | FRA Ret |        |         | 1r   | 489   |